# Independientes Unidos
Independientes Unidos fue un pacto electoral chileno que agrupó a los partidos Centro Unido (CU), Nacional Ciudadano (PNC) e independientes para las elecciones parlamentarias y de consejeros regionales de 2021.

## Historia
La coalición fue inscrita oficialmente ante el Servel el 19 de agosto de 2021. Uno de sus líderes fue el académico y panelista de televisión Cristián Contreras Radovic, quien buscaba presentarse como candidato presidencial para la elección de 2021 como representante del partido Centro Unido.
Inicialmente se informó por algunos medios la supuesta inclusión de Fuerza Nacional, organización abiertamente pinochetista que se encontraba en formación como partido político, y que es encabezada por el exdiputado Hermógenes Pérez de Arce y el abogado Raúl Meza. Posteriormente, el propio Contreras desmintió que la colectivad fuera parte del pacto, acusando a los medios que habían difundido dicha inclusión de difundir información falsa, y exigiendo su rectificación.
Independientes Unidos tenía a una autoridad en el país, que corresponde a un concejal de la comuna de Villarrica que milita en el Partido Nacional Ciudadano.
Presentó 10 candidatos a senadores, 85 a diputados y 79 a consejeros regionales. Finalmente la coalición solo consiguió elegir a un diputado, el independiente Francisco Pulgar, quien tras ser asumir el cargo se incorporó a la bancada del Partido de la Gente. También fue reelecto el concejal del PNC en Villarrica, Víctor Durán.
En febrero de 2022 la coalición dejó de existir de facto, debido a que tanto el CU como el PNC se disolvieron al no alcanzar los votos suficientes para mantener su legalidad.

## Composición
Estuvo conformada por Centro Unido y el Partido Nacional Ciudadano, partidos inscritos en diversas zonas del país. Los líderes de los partidos que conformaron la coalición fueron:
| Partido                    | Presidente                 |
| -------------------------- | -------------------------- |
| Centro Unido               | Cristián Contreras Radovic |
| Partido Nacional Ciudadano | René Rubeska               |

## Resultados electorales

### Elecciones parlamentarias
|  | 2,96 % |

|  | 3,56 % |

### Elecciones de consejeros regionales
| Elección | Votos  | % de votos      | Escaños |
| -------- | ------ | --------------- | ------- |
| 2021     | 79 251 | \| \| 1,29 % \| | 0/302   |
|          | 1,29 % |                 |         |